# 津田和俊
津田 和俊（つだ かずとし、1981年 - ）は、日本の研究者、博士（工学）。京都工芸繊維大学デザイン・建築学系講師、山口情報芸術センター(YCAM)研究員。
研究分野は、デザイン、パーソナル・ファブリケーション、資源循環、サステイナビリティ。

## 人物・経歴
岡山県真庭郡新庄村浦手生まれ。
ほーほーの達人（未承認）
2001年、津山工業高等専門学校電子制御工学科卒業。2003年、千葉大学工学部都市環境システム学科卒業。2004年、国連大学鳥瞰型環境学エキスパート養成サマースクール（1期）修了。2008年、千葉大学大学院自然科学研究科多様性科学専攻（博士後期課程）修了。
2008年11月、大阪大学工学研究科附属サステイナビリティ・デザイン・オンサイト研究センター特任研究員。環境省環境研究総合推進費「都市・農村の地域連携を基礎とした低炭素社会のエコデザイン」に研究協力者として従事。2011年4月、大阪大学工学部/大学院工学研究科創造工学センター助教。
2010年から、ファブラボ ジャパンネットワークに参加し、2013年4月、大阪市住之江区にファブラボ北加賀屋を共同開設。2014年から、山口情報芸術センター［YCAM］コラボレーター。

## 著書

### 共著
- 田中浩也、門田和雄編著、渡辺ゆうか、津田和俊、岩嵜博論、すすたわり、水野大二郎、太田知也、松井茂、久保田晃弘、城一裕著 『FABに何が可能か「つくりながら生きる」21世紀の野生の思考』 フィルムアート社、2013年 ISBN 9784845913046
- 川崎和也監修・編著、ライラ・カセム、島影圭佑、榊原充大、木原共、古賀稔章、ドミニク・チェン、太田知也、砂山太一、津田和俊、高橋洋介 編著 『SPECULATIONS 人間中心主義のデザインをこえて』 ビー・エヌ・エヌ新社、2019年 ISBN 9784802511391

### 翻訳
Natalie Kuldell、Rachael Bernstein、Karen Ingram、Kathryn M. Hart 著 『バイオビルダー ―合成生物学をはじめよう (Make: PROJECTS)』 津田和俊 監訳、片野晃輔、西原由実、濱田格雄訳、オライリー・ジャパン、2018年 ISBN 9784873118338